# Кытылькы
Кытылькы — река в России, протекает по территории Ямало-Ненецкого автономного округа. Впадает в Чёртово озеро. Длина реки составляет 42 км. В 8 км по правому берегу впадает река Кыпа-Кэтылькы.

## Данные водного реестра
По данным государственного водного реестра России относится к Нижнеобскому бассейновому округу, водохозяйственный участок реки — Таз. Речной бассейн реки — Таз.
Код объекта в государственном водном реестре — 15050000112115300066779.